# 土城藏族乡
土城藏族乡，是中华人民共和国四川省绵阳市平武县下辖的一个乡镇级行政单位。

## 行政区划
土城藏族乡下辖以下地区：
枫香坝村、纸坊村、土城村、毛香村、独木村、大山村、五里台村、永丰村和兴隆村。